# Agar.io
《Agar.io》는 레딧 사용자인 Zeach에 의해 개발된 top-down 관점의 대규모 다중 사용자 온라인 웹 게임이다.

## 개발 과정
Agar.io는 2015년 4월 28일, 당시 19세였던 브라질 출신 개발자 Matheus Valadares에 의해 4chan에 소개되었다. 초기 개발 단계에서 게임 클라이언트는 자바로, 서버는 C++로 작성하였다. Valadares는 계속해서 업데이트를 하고 실험적 기능을 위한 실험 버전 모드 등 새로운 기능을 추가하였다.
현재는 FFA(개인전), Teams(팀전), Experimental(실험버전), Party(파티)가 있다. 2015년 7월 8일엔, Agar.io의 모바일 버전이 미니클립에 의해 출시되었다. 그리고 2018년 중순에 Battle Royale이라는 모드가 생겼다. 20~35명이 모이면 게임이 시작된다.